# Jan Antoni Buchon Rolbiecki
Jan Antoni Buchon Rolbiecki herbu Sas odmienny – wicesgerent grodzki bydgoski w 1739 roku, burgrabia lubelski w latach 1738-1743.